# Rundwanderweg der Holzbildhauer-Kunst Gelbachtal
Der Rundwanderweg der Holzbildhauer-Kunst Gelbachtal ist ein Projekt der Holzbildhauerin Simone Carole Levy, das 2009, 2010 und 2011 in Bildhauer-Symposien um Werke weiterer Künstler erweitert wurde. Der Rundwanderweg beginnt in dem Ort Wirzenborn bei Montabaur. Die große Runde von ca. 14 km führt über einen Bergrücken bis zur Ortschaft Bladernheim und von dort an dem Bach Gelbach zurück bis nach Wirzenborn. Eine kleine Runde von ca. 7,5 km kürzt diese große Runde ab, indem bereits bei der Ortschaft Reckenthal zur Gelbach gewandert wird. An beiden Rundwanderwegen stehen Holzskulpturen unterschiedlicher Künstler. Zu jeder Skulptur gibt es eine Metalltafel mit dem Titel des Werks, dem Namen des Künstlers und gegebenenfalls dem Namen des Sponsors.

## Skulpturen
- Du,ich,wir, Künstler: Jean-Claude Escoulin
- Das Leben, Künstler: Ricardo Villacis
- Mensch und Natur, Künstlerin: Franziska Dose
- Grenzen-grenzenlos, Künstlerin: Helena Garcia Morer
- Grenzenlos?, Künstler: Igor Loskutow
- Korizontale Rhythmik, Pepi Pscollderungg
- Till Eulenspiegel, Künstler: Jörg Bäßler
- Compressed? No, Künstler: NN
- Gras, Künstler: NN
- Einblicke zu sich selbst, Künstler: NN
- Wir sitzen alle in einem Boot, Künstlerin: Martina Kreitmeier; Beschreibung: „Der Lebensfaden bewegt sich auf und ab. Eine Gerade durchbricht die geschwungenen Linien des Lebens. Gemeinsam führen sie weiter in der Entwicklung, ob in der Familie oder in der Dorfgemeinschaft.“
- Meilensteine eines bunten Lebens, Künstlerin: Simone Carola Levy
- Aufgefächert, Künstlerin: Simone Carole Levy; Material: Holz (Lärche), Spiegelscherben; erstellt 2019/2021; Interpretation: „Wenn ein Mensch sich öffnet und entwickelt, findet die Außenwelt Bruchstücke von sich selbst in ihm gespiegelt.“
- Vereint, Künstlerin: Simone Carole Levy
- Fischfamilie, Künstlerin: Simone Carole Levy
- Bindungen, Künstlerin: Simone Carole Levy
- Dialog mit dem Schatten, Künstler: Gino Tarabol
- Gut - genährt, Künstlerin: Franziska Dose
- Geben und nehmen, Künstlerin: Simone Carole Levy
- Vertrauen, Künstler: Thorsten Schütt
- Krähenvogel, Künstlerin: Simone Carole Levy
- Kaninchen im Bau, Künstlerin: Simone Carole Levy
- Schicksal, Künstlerin: Simone Carole Levy; Beschreibung: „Kurz vor der Vollendung seines Werkes, verliert der Meister sein Schnitzmesser.“
- Durchlässig, Künstlerin: Simone Carole Levy; Beschreibung: „Entmaterialisiert bis zur Durchlässigkeit für das Licht.“
- Realitätsverlust, Künstler: Simone Carole Levy
- Anglismes, Künstler: Gilles Vitaloni
- Communication, Künstlerin: Agnessa Ivanova Petrova
- Verwirklichung, Künstlerin: Simone Carole Levy
- Gefahren der Gier, Künstler: Gerard Ducret
- Soaf im Wald, Künstler: Volker Sesselmann
- Improvisation, Künstler: Ricardo Villacis und Simone Carole Levy
- Eichhörnchenbaum, Künstlerin: Simone Carole Levy
- Appollinisch-dionysisch, Künstlerin: Simone Carole Levy
- Familienglück, Künstlerin: Simone Carole Levy
- Weckruf, Künstlerin: Simone Carole Levy
- Bewegt, Künstlerin: Simone Carole Levy
- Grenzüberschreitung, Künstlerin: Simone Carole Levy
- Begrenzungen, Künstler: Bernhard Apfel
- First Dax - Deutschland, Künstler: Jean-Paul Falcioni
- Die Dornen der Rose, Künstler: Aldo Pallaro
- Waldgeis, Künstlerin: Simone Carole Levy